# Puck (gmina wiejska)
Puck – gmina wiejska w województwie pomorskim, w powiecie puckim. Gmina w całości znajduje się w aglomeracji trójmiejskiej. W latach 1975–1998 gmina położona była w województwie gdańskim.
W skład gminy wchodzi 28 sołectw: Błądzikowo, Brudzewo, Celbowo, Darzlubie, Domatowo, Domatówko, Gnieżdżewo, Leśniewo, Łebcz, Mechowo, Mieroszyno, Mrzezino, Osłonino, Połchowo, Połczyno, Połczyno Bis, Radoszewo, Rekowo Górne, Rzucewo, Sławutowo, Smolno, Starzyno, Starzyński Dwór, Strzelno, Swarzewo, Werblinia, Zdrada, Żelistrzewo.
Pozostałe miejscowości niesołeckie:
Beka, Celbówko, Czarny Młyn, Dana, Golica, Kaczyniec, Łyśniewo, Mieroszyno-Parcele, Moście Błota, Muza, Piaśnica Mała, Piaśnica Wielka, Podgóry, Pustki, Sławutówko, Wiedlino, Zele.
Siedziba gminy to Puck.
Według danych z 30 czerwca 2024 gminę zamieszkiwały 28 881 osoby.
Według danych pochodzących ze spisu powszechnego przeprowadzonego w 2002 roku, 30,9% ludności gminy posługuje się językiem kaszubskim; daje to możliwość uczynienia gminy dwujęzyczną, jednak dotychczas do tego nie doszło.
Gminy partnerskie: Rytro i Oldendorf.
W październiku 2014 roku KGHM Polska Miedź otrzymała koncesję na poszukiwanie i rozpoznawanie złoża soli potasowo-magnezowych w okolicach Pucka wraz z kopalinami towarzyszącymi: rudami miedzi i srebra oraz solą kamienną.

## Struktura powierzchni
Według danych z roku 2005 gmina Puck ma obszar 243,29 km², w tym:
- użytki rolne: 60%
- użytki leśne: 29%

Gmina stanowi 42,31% powierzchni powiatu.

## Demografia

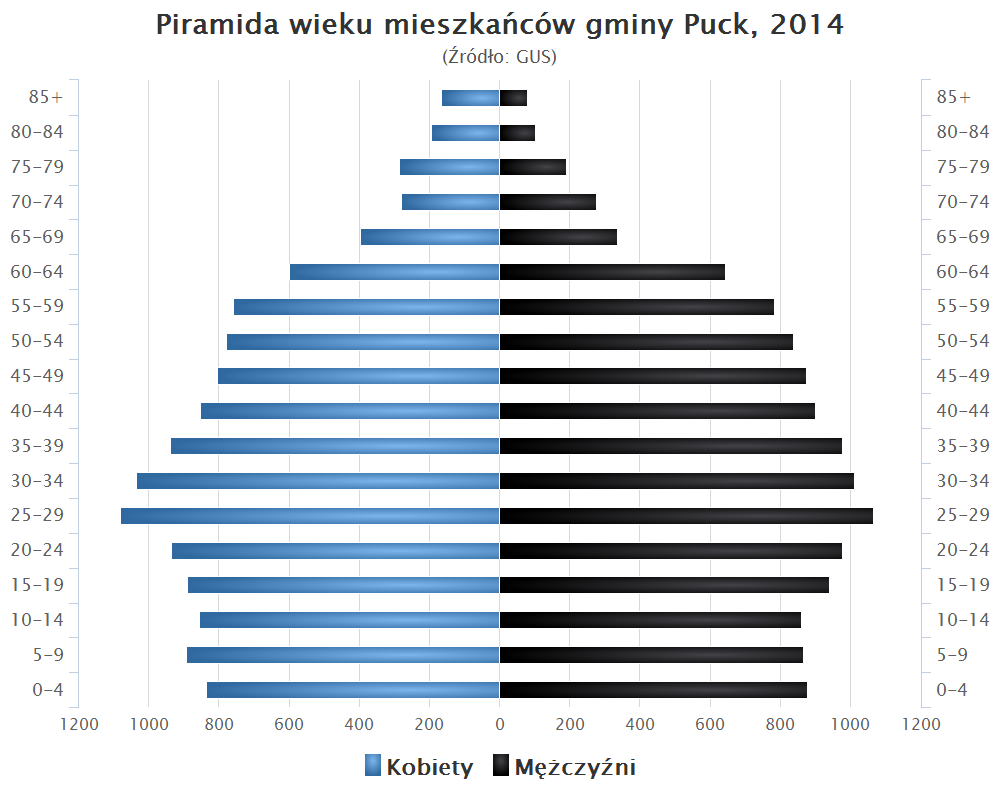
Piramida wieku mieszkańców gminy Puck w 2014 roku

Dane z 30 czerwca 2004:
| Opis                              | Ogółem | Ogółem | Kobiety | Kobiety | Mężczyźni | Mężczyźni |
| --------------------------------- | ------ | ------ | ------- | ------- | --------- | --------- |
| jednostka                         | osób   | %      | osób    | %       | osób      | %         |
| populacja                         | 21 299 | 100    | 10 566  | 49,6    | 10 733    | 50,4      |
| gęstość zaludnienia (mieszk./km²) | 87,5   | 87,5   | 43,4    | 43,4    | 44,1      | 44,1      |

## Ochrona przyrody
- Groty Mechowskie
- Nadmorski Park Krajobrazowy
- Puckie Błota
- Rezerwat przyrody Beka
- Rezerwat przyrody Darżlubskie Buki

## Sąsiednie gminy
Kosakowo, Krokowa, Puck, Reda, Rumia, Wejherowo, Władysławowo. Gmina sąsiaduje z Morzem Bałtyckim.